# Ctenopteris contigua
Ctenopteris contigua là một loài dương xỉ trong họ Polypodiaceae. Loài này được G. Forst. Holttum mô tả khoa học đầu tiên năm 1954.